# 헤이우드 한셀
헤이우드 한셀(Haywood Shepherd Hansell, Jr., 1903년 9월 28일 - 1988년 11월 14일)는 미국의 군인이다. 최종 계급은 공군 소장이다.

## 생애
1903년 9월 28일, 버지니아주 포트 먼로에서 육군 외과 의사인 아버지 헤이우드 한셀(Haywood S. Hansell) 중위의 아들로 태어났다. 출생 직후 가족은 중국 베이징, 필리핀에 주재했으며 한셀은 조기에 중국어와 스페인어를 배웠다. 1924년 조지아 공과학교를 졸업했고, 1928년 2월 23일 비행 생도로에 합격했다. 캘리포니아 마치 필드에서 기초와 고등 비행 학교를 졸업했다.

### 제2차 세계 대전
1944년 8월 28일, 사이판의 제21폭격단의 사령관으로 취임했다. 헨리 아놀드 장군은 일본 본토 폭격을 수행하는 사령관에 취임 한 한셀 준장에게 다음과 같은 편지를 보냈다.
B-29의 목적은 대량의 폭탄을 탑재하여, 멀리 운반 능력이라는 공격력에 있다. 그러나 현재 이 폭격기 성능을 살린 공격이 수행되고 있지 않다. 우리 군에서 가장 우수한 부대 중 하나를 귀관에게 맡기면 B-29을 살려서 타격하리라 믿는다.
한셀은 1944년 11월 23일부터 출격 명령을 내리지만, 마리아나 기지의 미완성과 날씨가 좋지 않아서 전과를 올릴 수 없었다.
한셀에 의한 전략 폭격의 주요 목표는 나카지마 비행기 무장 제작소, 미쓰비시 중공업 나고야 발동기 제작소였고, 제2목표는 도쿄, 나고야 시가지 폭격이었다. 1944년 11월 23일 한셀은 제1차 샌안토니오 작전에서 처음으로 B-29에 출격 명령을 내렸지만 마리아나 기지가 미완성이었고, 목표인 나카지마 비행기 무장 제작소 상공의 날씨가 좋지 않아서 111대의 B-29 중 무장 제작소를 폭격 수 있었던 것은 24대 뿐이었다. 11월 27일 제2차 샌안토니오 작전에서 도쿄 시내를 공습하여 143채를 소실시키고, 486명의 이재민 피해를 발생시켰지만, 주요 목표인 무장 제작소에 폭격에는 실패했다. 12월 13일과 18일 미쓰비시 중공업 나고야 발동기 제작소를 공습했을 때는 나고야 시가지에도 폭탄이 떨어져 민간인 피해가 나왔다.
도쿄, 나고야 폭격에서 주요 목표를 나카지마 비행기, 미쓰비시 중공업, 제2목표를 시가지로 하는 폭격 명령을 수행했다. 그리고 11월 29일에는 도쿄 공업 지역을 주요 목표로 한 최초의 레이다 조준에 의한 야간 폭격이 진행되었으며, 1945년 1월 3일에는 나고야의 도크 지대와 시가지를 제일 목표로 한 주간 폭격을 수행했다. 이 폭격에서 한셀은 소이탄에 의한 무차별 폭격을 실험하고, 대규모 무차별 폭격을 준비하고 있었다.
아놀드는 중국에서 B29의 폭격을 중단시키고, 그 부대를 마리아나에 합류시켜 1945년 1월 20일, 한셀의 후임으로 커티스 르메이 장군을 사령관으로 임명했다. 전후 한셀은 “만약 자신이 지휘를 계속 맡았다면 대규모 지역 폭격(무차별 폭격)을 하지는 않았을 것이다. 자신의 파면은 정밀 폭격에서 지역 폭격으로 정책을 바꾼 결과이다”라고 말했다. 그러나 실제로 한셀의 임기에도 무차별 폭격을 준비하며, 실험적으로 수행하고 있었으며, 무차별 폭격 방침에 대해 르메이는 기본적으로 한셀의 전술을 답습하고 있었던 것이다.

### 전후
1946년 한셀은 예비역을 신청하여 동년 12월 31일 퇴역했다. 그 후 페루 항공사 고문과 남대서양 가스의 사장을 역임했다. 한국 전쟁의 발발과 함께 호이트 밴던버그 미 공군 참모 총장의 지시로 1951년 7월 15일에 미국 공군에 복귀했다. 1955년에 퇴역 후에는 제너럴 일렉트릭 네덜란드 지사장을 역임했고, 1967년에 은퇴했다. 사우스캐롤라이나주 힐튼 헤드에 은거를 했다. 1988년 11월 14일, 폐부종과 심부전의 합병증으로 사망했다.